# Mohamed Abdel-Galil
Mohamed Abdel-Galil (ar. محمد عبد الجليل; ur. 2 października 1968) – egipski piłkarz grający na pozycji pomocnika. W swojej karierze rozegrał 23 mecze i strzelił 1 gola w reprezentacji Egiptu.

## Kariera klubowa
Swoją karierę piłkarską Abdel-Galil rozpoczął w klubie Al-Ahly Kair. W 1987 roku zadebiutował w jego barwach w pierwszej lidze egipskiej i grał w nim do 1994 roku. Wraz Al-Ahly wywalczył trzy mistrzostwa Egiptu w sezonach 1988/1989, 1993/1994 i 1994/1995 oraz zdobył cztery Puchary Egiptu w sezonach 1988/1989, 1990/1991, 1991/1992 i 1992/1993. Sięgnął także po Puchar Zdobywców Pucharów w 1993.
W 1995 roku Abdel-Galil odszedł do Zamaleku. W 1996 roku wygrał z nim Puchar Mistrzów. W 1997 roku odszedł do Baladeyet El Mahalla SC, w którym w 1998 roku zakończył karierę.

## Kariera reprezentacyjna
W reprezentacji Egiptu Abdel-Galil zadebiutował 14 listopada 1988 w zremisowanym 0:0 towarzyskim meczu z Arabią Saudyjską, rozegranym w Rijadzie. W 1994 roku został powołany do kadry na Puchar Narodów Afryki 1994. Na tym turnieju nie zagrał ani razu. Od 1988 do 1994 rozegrał w kadrze narodowej 23 mecze i strzelił 1 gola.